# Andreas Schickentanz
Andreas Schickentanz (Dortmund, 1961) is een Duitse trombonist in de jazz en geïmproviseerde muziek.

## Biografie
Schickentanz begon trombone te spelen toen hij 18 was. Hij kreeg hierin klassiek les, daarnaast leerde hij zichzelf jazz te spelen. Hij won twee solistenprijzen bij Jugend jazzt (in 1982 en 1984) en werd daarna lid van het Jugendjazzorchester NRW. Hij studeerde aan de Hochschule für Musik und Tanz Köln bij Jiggs Whigham.
In 1999 nam hij met een eigen kwintet zijn debuutalbum Flat Earth News op. Van 2005 tot 2009 woonde Schickentanz in Brussel, waar hij zijn Schickentanz New Quintet leidde en met Belgische musici als Michel Paré, Fred Delplancq, Eve Beuvens, Unit 7 en JazzStation Big Band optrad.
In 2010 richtte hij de groep Andreas Schickentanz & Refugium op, waarmee hij in 2013 de CD Chimera opnam, voor JazzHausMusik. Op datzelfde label verscheen in 2015 tevens zijn solo-plaat Axiom.
Schickentanz werkte met de WDR Big Band Köln, de NDR-Bigband en de hr-Bigband. Hij trad op met Slide Hampton, Claudius Valk, Matthias Nadolny, David Friesen, Lee Konitz, David Liebman, Norbert Stein, Markus Stockhausen, Darcy James Argue, Pedro Giraudo, Gwilym Simcock en Nils Wogram. Hij is te horen op albums met Paul Heller, het Cologne Contemporary Jazz Orchestra, de Frank Reinshagen Big Band, het King of Swing Orchestra en de RTL Big Band.